# Marie Poussepinová
Blahoslavená Marie Poussepinová (14. října 1653, Dourdan – 24. ledna 1744, Sainville) byla francouzská dominikánská terciářka, charitativní pracovnice a zakladatelka kongregace Sester dominikánek lásky od Zasvěcení Panny Marie. Katolická církev jí uctívá jako blahoslavenou.

## Život
Narodila se 14. října 1653 v Dourdanu jako dcera Clauda Poussepin, výrobce punčoch, syndika (zplnomocněný zástupce nebo představitel) Dourdanu a jeho manželky, pokladnice Bratrstva lásky (založené sv. Vincentem de Paul). Většinu svého dětství strávila staráním se o svou nemocnou matku. Když jí bylo 22 let, zemřela jí matka. V této době Marie zamýšlela vstoupit do řeholního řádu, což se jí nepodařilo jelikož její otec onemocněl. Roku 1683 jí zemřel otec. Marie převzala rodinný podnik. Roku 1690 se stala členkou Třetího řádu svatého Dominika a začala se starat o chudé a nemocné. Rodinný podnik přenechal svému bratrovi.
V letech 1693 a 1694 byla předsedkyní Bratrstva lásky a roku 1695 odešla do Sainville a založila kongregaci Sester dominikánek lásky od Zasvěcení Panny Marie. Za její života nebyla kongregace oficiálně uznána dominikánským řádem a společenství bylo známé spíše jako Jakobíni. K oficiálnímu uznání jako součást dominikánské rodiny došlo roku 1897. Jako představená kongregace zakládala školy a staral se o nemocné.
Zemřela 24. ledna 1744 v Sainville.

## Proces blahořečení
Její proces blahořečení byl zahájen 27. června 1923 v arcidiecézi Tours. Dne 21. prosince 1991 uznal papež sv. Jan Pavel II. její hrdinské ctnosti.
Dne 23. prosince 1993 uznal papež zázrak uzdravení na její přímluvu. Blahořečena byla 20. listopadu 1994.